# Als wir jüngst in Regensburg waren

Illustration von Friedrich Kaskeline (1863–1938)

Als wir jüngst in Regensburg waren ist ein deutsches Volkslied, das erstmals 1843 in Gustav Brauns Liederbuch für Studenten veröffentlicht wurde und in der Fassung des Liederbuchs der Jugendbewegung von 1910 populär geworden ist. Die Urheber von Text und Melodie sind unbekannt. Das Lied beschreibt die Reise schwäbischer und bayerischer Mädchen donauabwärts. In ihrem Verlauf kommen sie an einen Strudel, der nach Aussage des Schiffsmanns nur von sittsamen Jungfrauen gefahrlos befahren werden könne. Historischer Hintergrund ist die Wiederbesiedelung des nach der Vertreibung der Türken entvölkerten Banats im 18. Jahrhundert.

## Geschichte
Die Thematik wurde bereits früher in mehreren meist aus Österreich stammenden ähnlichen Liedern behandelt, insbesondere
- Einsmahls gieng ich auf ein Saal (Liedflugschrift von 1780)[3]
- S Nachtl ging i in den Wald (Reisebericht aus Wien von 1826)[4]
- Ei du mein lieber Schiffsmann mein (Gesellschaftsliederbuch 1833)[5]
- Geh i halt wohl in den Wald (Anton Wilhelm von Zuccalmaglio Deutsche Volkslieder in Originalweisen 1840)[6]
- Als wir jüngst von Regensburg kamen (August Heinrich Hoffmann von Fallersleben Schlesische Volkslieder 1842)[7]

## Text
Fassung 1843

1.	Als wir jüngst in Regensburg waren,	

	Sind wir über den Strudel gefahren;	

	Sind noch viele Horden	

	Übergefahren worden.	

	Schwäbische, bairische Dirndel juchhe!	

	Muß der Schiffsmann fahren. 

2.	Und von ihrem Ahnenschlosse	

	Kam auf stolzem, hohem Rosse,	

	Jüngst das Fräulein Kunigund’,	

	Wollte fahr’n über Strudels Grund.	

	Schwäbische u.s.w.	

3.	„Schiffsmann, lieber Schiffsmann mein,	

	Sollt’s denn so gefährlich sein?	

	Schiffsmann, sag mir’s ehrlich:	

	Ist’s denn so gefährlich?“	

	Schwäbische u.s.w.	

4.	„Wer sein Kränzlein thät bewahren,	

	Kann mit über den Strudel fahren,	

	Wer es hat verloren,	

	Hat den Tod erkoren.“	

5.	Als sie in die Mitt’ gekommen,	

	Kam ein Nixlein angeschwommen,	

	Riß das Fräulein Kunigund’,	

	Mit sich in des Strudels Grund.	

6.	Und ein Mägdlein von zwölf Jahren	

	Ist mit über den Strudel gefahren;	

	Weil sie noch nicht lieben kunnt’,	

	Fuhr sie über Strudels Grund!
Fassung 1910

1.	Als wir jüngst in Regensburg waren,	

	sind wir über den Strudel gefahren,	

	da warn viele Holden,	

	die mitfahren wollten,	

	Schwäbische, bayrische Dirndel, juchheirassassa,	

	muß der Schiffsmann fahren! 

2.	Und vom hohen Bergesschlosse	

	kam auf stolzem, schwarzen Rosse,	

	adlig Fräulein Kunigund,	

	wollt’ mitfahren übers Strudels Grund.	

3.	„Schiffsmann, lieber Schiffsmann mein,	

	sollt’s denn so gefährlich sein?	

	Schiffsmann, sag mir’s ehrlich,	

	ist’s denn so gefährlich?“	

4.	Wem der Myrtenkranz geblieben,	

	landet froh und sicher drüben;	

	wer ihn hat verloren,	

	ist dem Tod erkoren.	

5.	Als sie auf die Mitt’ gekommen,	

	kam ein großer Nix geschwommen,	

	nahm das Fräulein Kunigund,	

	fuhr mit ihr in des Strudels Grund.	

6.	Und ein Mädel von zwölf Jahren	

	ist mit über den Strudel gefahren;	

	weil sie noch nicht lieben kunnt’,	

	fuhr sie sicher über Strudels Grund.

## Trivia
In den ursprünglichen Versionen des Liedes wird der unterhalb der österreichischen Ortschaft Grein liegende Strudel besungen, wo auf dem Flussgrund liegende Felsblöcke bis ins späte 18. Jahrhundert hinein für Wasserverwirbelungen sorgten. In der seit 1843 bekannten und heute verbreiteten Fassung ist das Geschehen in Regensburg verortet, wo die Steinerne Brücke zum Regensburger Strudel führt.